# Poprostu
Poprostu – polski dwutygodnik społeczno-polityczny wydawany od sierpnia 1935 do marca 1936 roku w Wilnie. Pismo Związku Lewicy Akademickiej „Front”. Zespół redakcyjny tworzyli: Henryk Dembiński, Stefan Jędrychowski, Jerzy Putrament. Zamknięte przez władze, kontynuacją czasopisma „Poprostu” było pismo „Karta”.
Polski film Rzeczywistość z 1960 roku jest rekonstrukcją procesu wileńskich komunistów w 1937 roku, skupionych wokół pisma „Poprostu”; w pierwowzorze literackim i filmie pismo nosi tytuł „Rzeczywistość”.